# إدي وليامز
إدي وليامز (بالإنجليزية: Eddie Williams)‏ هو عازف جاز أمريكي، ولد في عقد 1910، وتوفي في 1977.

## روابط خارجية
- إدي وليامز على موقع أول ميوزيك (الإنجليزية)